# Бофор, Жан Жозеф
Жан Жозеф Бофор (фр. Jean Joseph Beaufort; в США также известен как Джон Джозеф Бофор англ. John Joseph Beaufort; 1832 года, Франция — 15 сентября 1897 года, Колорадо, США) — американский капрал французского происхождения, служил в армии Союза в ходе Гражданской войны, удостоился медали Почёта.

## Биография
Родился в 1832 году во Франции, позднее иммигрировал в США. Бофор жил в Новом Орлеане, Луизиана, когда началась Гражданская война. После того, как Союз захватил Новый Орлеан, Бофор записался добровольцем в армию Союза, вступив во 2-й Луизианский пехотный полк примерно 20 мая 1863 года. Когда полк приблизился к Порт-Гудзону, Бофор вызвался отправиться с отрядом из восьми человек в тыл врага, чтобы уничтожить сигнальную станцию; ему это удалось, что дало Союзу ключевое преимущество в предстоящей осаде. Тридцать четыре года спустя Бофор, который после войны уехал в Колорадо, был награждён медалью Почёта за руководство штурмом сигнальной станции. Он умер примерно через два месяца, 15 сентября 1897 года, и был похоронен на Арлингтонском национальном кладбище в Арлингтоне, Виргиния.